# لين براون (سياسي)
لين براون هو سياسي نيوزيلندي، ولد في 1 أكتوبر 1956 في Taumarunui ‏ في نيوزيلندا. انتخب عمدة أوكلاند ‏.